# Сікан Данило Ярославович
Дани́ло Яросла́вович Сіка́н (нар. 16 квітня 2001, Житомир, Україна) — український футболіст, нападник турецького клубу «Трабзонспор» та збірної України. Чемпіон світу молодіжного чемпіонату світу 2019 у складі  збірної України U-20. Бронзовий призер молодіжного чемпіонату Європи 2023 у складі збірної України U-21.

## Клубна кар'єра

### «Карпати» (Львів)
Дебютував у дорослому футболі 12 серпня 2018 в домашньому матчі Прем'єр-ліги проти луганської «Зорі» (0:1), замінивши на 85-й хвилині матчу Сергія Мякушка. На початку зимового трансферного вікна Данила намагалися переманити донецький «Шахтар», київське «Динамо», німецькі «Гоффенгайм 1899» і «Нюрнберг» та португальський «Спортінг».

### «Шахтар» (Донецьк)
Конкуренцію за молодого гравця виграв «Шахтар», підписавши гравця безкоштовно. Інформацію про трансфер було підтверджено 21 січня 2019 року. Гравець уклав контракт з «гірниками» на 3 роки.
13 лютого 2019 був орендований «Маріуполем». Дебютував за клуб у матчі 21-го туру Прем'єр-ліги проти одеського «Чорноморця» (0:0), замінивши на 85-й хвилині Владислава Вакулу.
Дебютував за «Шахтар» у Прем'єр-лізі 4 серпня 2019 року у матчі проти свого рідного клубу «Карпати», в якому «гірники» перемогли «левів» з рахунком 3:0. 26 листопада 2019 дебютував у Лізі чемпіонів, замінивши Жуніора Мораеса на 90-й хвилині матчу проти «Манчестер Сіті». Загалом у сезоні в складі «Шахтаря» нападник виграв Прем'єр-лігу, взявши участь в 7 матчах за «гірників» (плюс одна гра в Лізі чемпіонів).
У вересні 2020 року знову був відданий в оренду в «Маріуполь». 7 листопада 2020 року забив перший гол в клубній кар'єрі у матчі проти донецького «Олімпіка». Першим у кар'єрі дублем відзначився 9 травня 2021 року у матчі УПЛ проти чернігівської «Десни» (4:1).

### «Ганза» (Росток)
31 січня 2022 року перейшов на правах оренди до закінчення сезону 2021/2022 в німецький клуб «Ганза» (Росток), яка виступає в Другій німецькій Бундеслізі.
20 лютого 2022 року у матчі 23-го туру Другої Бундесліги проти «Дармштадта 98» (1:1) забив дебютний гол за клуб.

### «Трабзонспор»
22 січня 2025 року «Шахтар» оголосив, що досяг угоди з турецьким клубом «Трабзонспор» щодо трансферу гравця, український форвард продовжить карʼєру в турецькій Суперлізі.

## Виступи за збірну
У 2019 році у складі збірної України U-20 став чемпіоном світу на чемпіонаті, що проходив у Польщі. У складі збірної зіграв 6 поєдинків, в яких відзначився 4 забитими м'ячами, ставши другим найкращим бомбардиром, за що отримав Срібний бутс.
З 2019 по 2021 роки виступав за молодіжну збірну України.
1 вересня 2021 року у матчі проти Казахстану дебютував у футболці національної збірної України й одразу ж відзначився першим забитим м'ячем на 90+3-й хвилині.

## Статистика виступів

### Клубна статистика
Станом на 15 грудня 2024
| Сезон                 | Команда               | Чемпіонат             | Чемпіонат | Чемпіонат | Національний кубок | Національний кубок | Національний кубок | Континентальні кубки | Континентальні кубки | Континентальні кубки | Інші змагання | Інші змагання | Інші змагання | Усього | Усього |
| Сезон                 | Команда               | Ліга                  | Ігор      | Голів     | Ліга               | Ігор               | Голів              | Ліга                 | Ігор                 | Голів                | Ліга          | Ігор          | Голів         | Ігор   | Голів  |
| --------------------- | --------------------- | --------------------- | --------- | --------- | ------------------ | ------------------ | ------------------ | -------------------- | -------------------- | -------------------- | ------------- | ------------- | ------------- | ------ | ------ |
| 2018–19               | «Карпати»             | УПЛ                   | 1         | 0         | КУ                 | 0                  | 0                  | —                    | —                    | —                    | —             | —             | —             | 1      | 0      |
| 2018–19               | «Маріуполь»           | УПЛ                   | 6         | 0         | КУ                 | 0                  | 0                  | —                    | —                    | —                    | —             | —             | —             | 6      | 0      |
| 2019–20               | «Шахтар»              | УПЛ                   | 7         | 0         | КУ                 | 0                  | 0                  | ЛЧ                   | 1                    | 0                    | СКУ           | 0             | 0             | 8      | 0      |
| 2020–21               | «Маріуполь»           | УПЛ                   | 14        | 4         | КУ                 | 2                  | 0                  | —                    | —                    | —                    | —             | —             | —             | 16     | 4      |
| Всього за «Маріуполь» | Всього за «Маріуполь» | Всього за «Маріуполь» | 20        | 4         | —                  | 2                  | 0                  | —                    | —                    | —                    | —             | —             | —             | 22     | 4      |
| 2021–22               | «Шахтар»              | УПЛ                   | 11        | 2         | КУ                 | 0                  | 0                  | ЛЧ                   | 2                    | 0                    | СКУ           | 1             | 0             | 14     | 2      |
| 2021–22               | «Ганза»               | ДБ                    | 11        | 1         | —                  | —                  | —                  | —                    | —                    | —                    | —             | —             | —             | 11     | 1      |
| 2022–23               | «Шахтар»              | УПЛ                   | 26        | 9         | КУ                 | 0                  | 0                  | ЛЧ+ЛЄ                | 4+3                  | 0                    | —             | —             | —             | 33     | 9      |
| 2023–24               | «Шахтар»              | УПЛ                   | 30        | 10        | КУ                 | 4                  | 2                  | ЛЧ+ЛЄ                | 6+2                  | 4+0                  | —             | —             | —             | 42     | 16     |
| 2024–25               | «Шахтар»              | УПЛ                   | 13        | 3         | КУ                 | 1                  | 0                  | ЛЧ                   | 5                    | 1                    | —             | —             | —             | 19     | 4      |
| Всього за «Шахтар»    | Всього за «Шахтар»    | Всього за «Шахтар»    | 87        | 24        | —                  | 5                  | 2                  | —                    | 23                   | 5                    | —             | 1             | 0             | 116    | 31     |
| Всього за кар'єру     | Всього за кар'єру     | Всього за кар'єру     | 119       | 29        | —                  | 7                  | 2                  | —                    | 23                   | 5                    | —             | 1             | 0             | 150    | 36     |

### Матчі за збірну
Станом на 20 листопада 2023 року
| Дата       | Місто      | Господарі | Результат | Гості                | Турнір                               | Голи | Примітки |
| ---------- | ---------- | --------- | --------- | -------------------- | ------------------------------------ | ---- | -------- |
| 01-09-2021 | Нур-Султан | Казахстан | 2 – 2     | Україна              | Відбір до ЧС 2022                    | 1    | 82'      |
| 04-09-2021 | Київ       | Україна   | 1 – 1     | Франція              | Відбір до ЧС 2022                    | -    | 82'      |
| 08-09-2021 | Пльзень    | Чехія     | 1 – 1     | Україна              | товариський матч                     | -    | 56'      |
| 12-10-2021 | Львів      | Україна   | 1 – 1     | Боснія і Герцеговина | Відбір до ЧС 2022                    | -    | 72'      |
| 08-06-2022 | Дублін     | Ірландія  | 0 – 1     | Україна              | Ліга націй УЄФА 2022—2023 - 1-й етап | -    | 80'      |
| 14-06-2022 | Лодзь      | Україна   | 1 – 1     | Ірландія             | Ліга націй УЄФА 2022—2023 - 1-й етап | -    | 73'      |
| 20-11-2023 | Леверкузен | Україна   | 0 – 0     | Італія               | Відбір до ЧЄ 2024                    | -    | 86'      |
| Усього     |            | Матчів    | 7         |                      | Голів                                | 1    |          |

## Досягнення

### Клубні
«Шахтар»
- Чемпіон України (2): 2019/20, 2022/23
- Володар Кубка України (1): 2023/24
- Володар Суперкубка України (1): 2021

### Збірна
- Чемпіон світу U-20: 2019
- Бронзовий призер молодіжного чемпіонату Європи: 2023

### Особисті
- Срібна бутса чемпіонату світу U-20: 2019

## Нагороди
- Орден «За заслуги» III ст. (2019)[21]